# Lluvia radiactiva

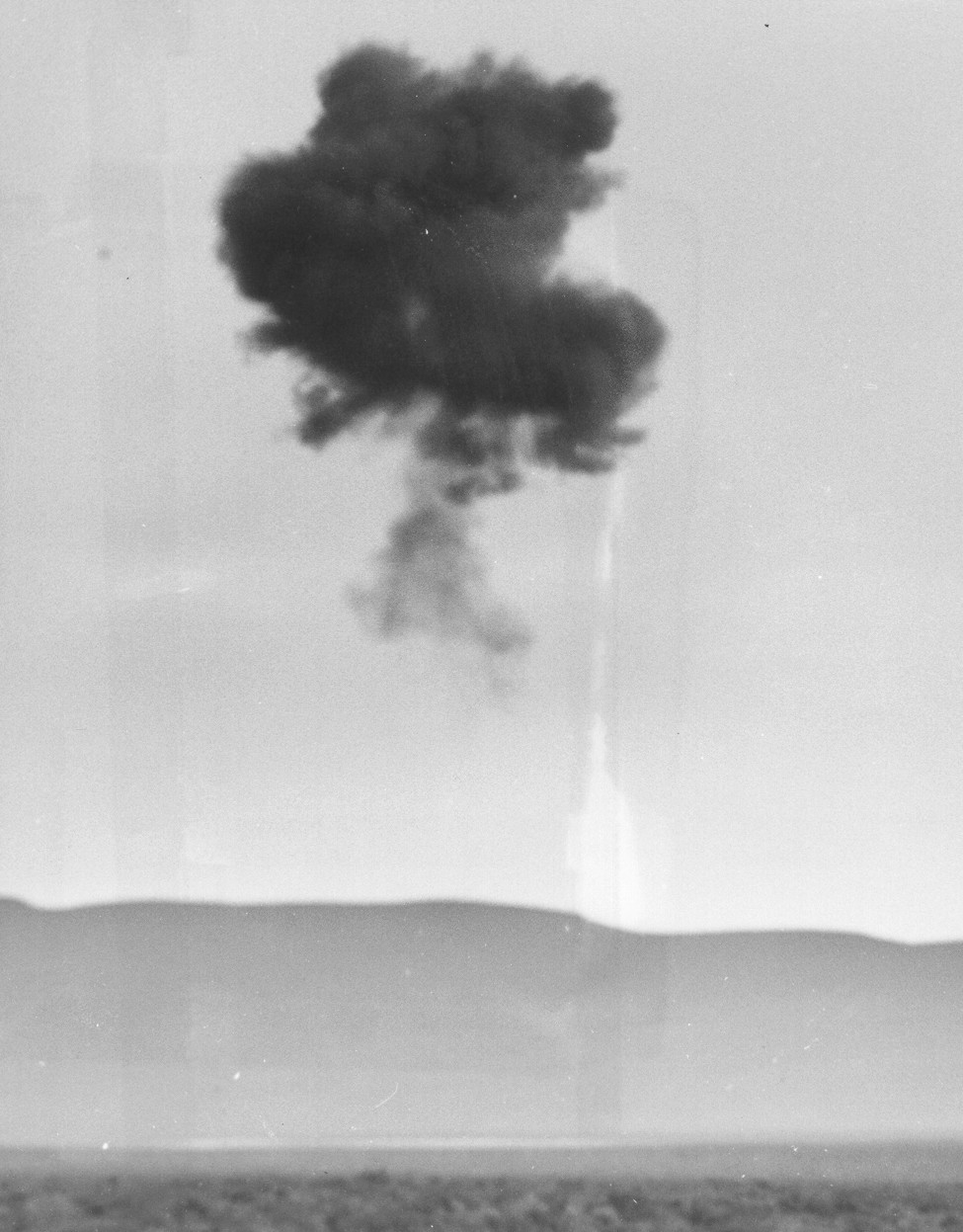
Nube radiactiva ocasionada tras la explosión de un artefacto nuclear de prueba, sobre un globo de helio, en un área próxima a Las Vegas, dentro de la Operación Plumbbob.La lluvia radiactiva solo afectó a una zona próxima al punto de detonación.

La lluvia radiactiva, ceniza radiactiva o poso radioactivo es la caída o deposición de partículas radiactivas desde la atmósfera, procedentes de una explosión o accidente nuclear. Supone un peligro de radiación residual posterior a una explosión nuclear, llamada así, ya que "cae" desde la atmósfera en la que se ha difundido durante la explosión o accidente. Se refiere también al polvo radiactivo creado cuando estalla un arma nuclear. Este polvo radiactivo, compuesto de partículas calientes, es un tipo de contaminación radiactiva. Puede conducir a la contaminación de la cadena alimentaria animal y humana.

## Tipos
Hay muchos tipos de lluvia radiactiva, que van desde el tipo de lluvia más global hasta los tipos restringidos a una zona o área.

### A escala mundial

Animación de una explosión nuclear atmosférica.

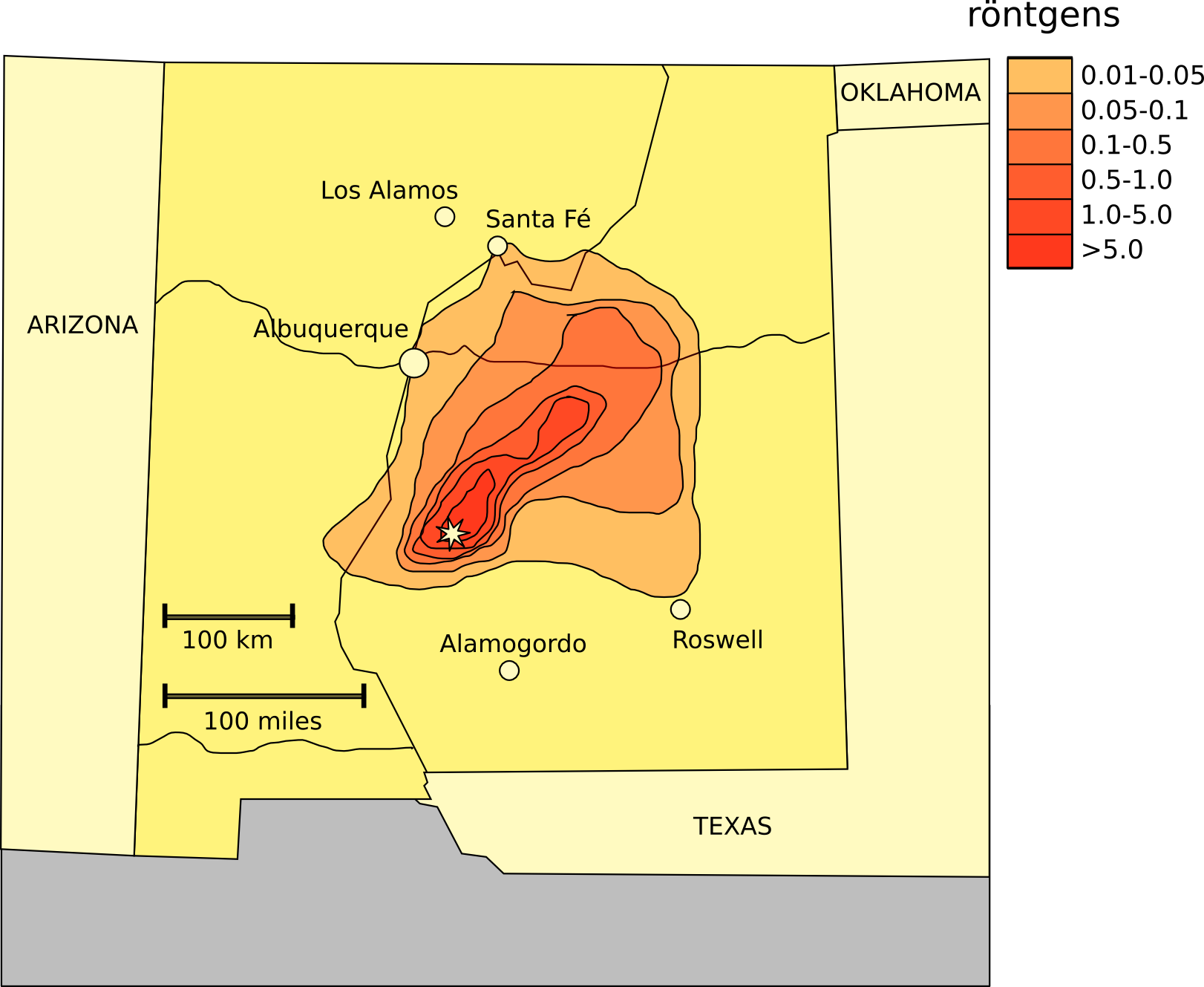
Intensidad radiactiva en la lluvia radiactiva tras el ensayo Trinity, primera prueba nuclear.

Después de una explosión atmosférica, los productos de la fisión nuclear, el material nuclear sin fisionar y los residuos de armas que han sido evaporados por el calor de la bola de fuego se condensan en una suspensión de finas partículas muy pequeñas de 10 nm a 20 micras de diámetro. Estas partículas pueden ser rápidamente lanzadas hasta la estratosfera, particularmente si la potencia explosiva es superior a 10 kt.
Los ensayos atmosféricos de armas nucleares casi duplicaron la concentración de 14C radiactivo en el Hemisferio Norte, antes de que los niveles empezaran a disminuir lentamente después del Tratado de prohibición parcial de ensayos nucleares.
En un principio se sabía poco acerca de la dispersión de la precipitación nuclear a escala mundial. La Comisión de Energía Atómica de Estados Unidos (Atomic Energy Comission) suponía que la precipitación se dispersaba de manera uniforme por todo el mundo, dispersadas por los vientos atmosféricos y poco a poco se depositaba sobre la superficie de la Tierra, después de semanas, meses e incluso años, como una lluvia global. Los productos nucleares que se depositaron sobre el hemisferio norte han llegado a ser "mucho más peligrosos de lo que originalmente se había estimado." Desde la firma del Tratado de prohibición parcial de ensayos nucleares en 1963, la lluvia radiactiva global ha disminuido.
El riesgo radio-biológico de la lluvia global es esencialmente a largo plazo, debido a la posible acumulación de radioisótopos de larga duración (como el estroncio-90 y cesio-137) en el cuerpo, como consecuencia de la ingestión de alimentos que contienen estos materiales radiactivos. Este riesgo es mucho menos grave que el que se asocia con la lluvia local, que es una preocupación operativa mucho más inmediata. 
En 1976, la lluvia radiactiva debida a los ensayos nucleares atmosféricos de China produjo una dosis media en el tiroides de 3,1·10-4 rads para una persona en los Estados Unidos.

### A escala local
En una explosión en tierra o en la superficie de agua, grandes cantidades de tierra o agua se vaporizan por el calor de la bola de fuego y mezclados en la nube radiactiva. Este material se vuelve radiactivo cuando se condensa con los productos de fisión y otros contaminantes radiactivos que han sido activados por neutrones. La mayoría de los isótopos de la tabla siguiente se descomponen principalmente en otros isótopos con los que muchas personas están familiarizados. Una parte de esa radiación contamina grandes cantidades de tierra y de agua potable, lo que causará mutaciones genéticas en diferentes organismos, animales y humanos.
| Isótopo | Índice refractario |
| ------- | ------------------ |
| 91Sr    | 0.2                |
| 92Sr    | 1.0                |
| 95Zr    | 1.0                |
| 99Mo    | 1.0                |
| 106Ru   | 0.0                |
| 131Sb   | 0.1                |
| 132Te   | 0.0                |
| 134Te   | 0.0                |
| 137Cs   | 0.0                |
| 140Ba   | 0.3                |
| 141La   | 0.7                |
| 144Ce   | 1.0                |

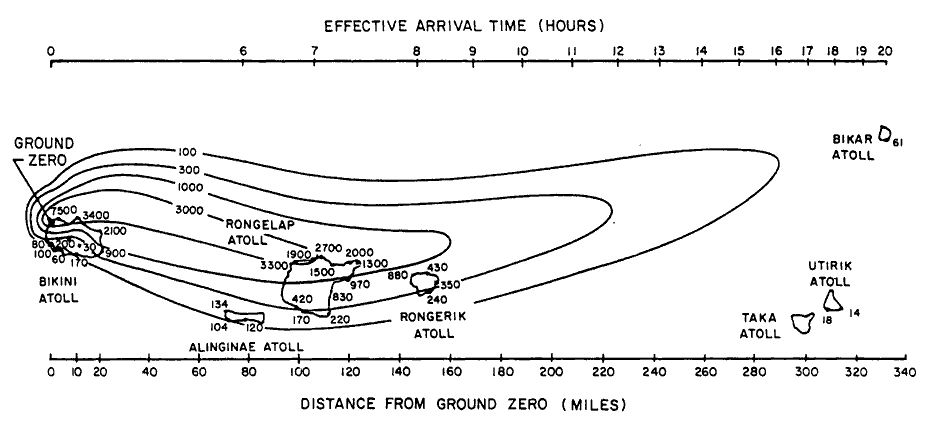
Gran nube radiactiva de aproximadamente 450 km de longitud tras la explosión Castle Bravo realizada por los EE. UU., en 1954, con una potencia de 15 megatones en las islas Bikini.

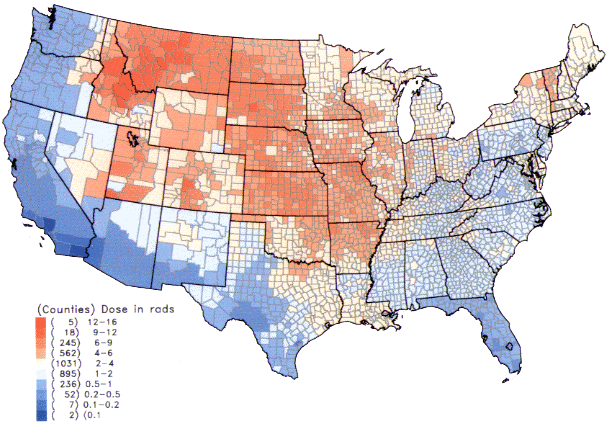
Dosis per cápita en el tiroides en la parte continental de Estados Unidos, derivados de todas las vías de exposición de todas las pruebas atmosféricas nucleares realizadas en el Nevada Test Site desde 1951 a 1962.

Habrá grandes cantidades de partículas desde menos de 100 nm hasta varios milímetros de diámetro, generadas en una explosión en la superficie, además de las partículas muy finas que contribuyen a la lluvia radiactiva global. Las partículas más grandes se desparraman fuera del pie del hongo nuclear y caen en cascada por la parte exterior de la bola de fuego en una corriente de aire descendente, incluso mientras la nube en forma de hongo se eleva, por lo que la lluvia de ceniza comienza a llegar al suelo en una hora, y más de la mitad de los desechos totales de la bomba se depositan en el suelo dentro de aproximadamente 24 horas, como lluvia local.
Las propiedades químicas de los distintos elementos de la lluvia controlarán la velocidad a la que se depositan en el suelo. Los elementos menos volátiles se depositarán primero.
Una grave contaminación local puede extenderse más allá de la explosión y los efectos térmicos, en particular en el caso de las detonaciones de superficie de alto rendimiento. Las huellas en el suelo de la lluvia radiactiva de una explosión dependen de la situación meteorológica a partir del momento de la detonación. Con vientos más fuertes, la lluvia viaja hasta el suelo más rápido pero tarda el mismo tiempo en descender, por lo que a pesar de que cubre una mayor trayectoria, es más dispersa o diluida.
Por tanto, se reduce el ancho del patrón de precipitación para cualquier tasa de dosis dada, donde la distancia a favor del viento se incrementa para vientos mayores. La cantidad total de actividad depositada hasta un momento dado es el mismo independientemente del tipo de viento, por lo que la cifra de víctimas en general de la precipitación radiactiva en general, será independiente de los vientos. Pero las tormentas eléctricas pueden disminuir la actividad pues la lluvia cae más rápidamente que la precipitación seca, sobre todo si el hongo es suficientemente bajo como para estar por debajo de ("lavado"), o mezclado con ("lluvia"), la tormenta.
Siempre que las personas permanezcan en un área radiológicamente contaminada, la contaminación de este tipo dará lugar a una inmediata exposición a la radiación externa, así como un posible peligro interno por la inhalación y la ingestión posterior de contaminantes radiactivos, tal como el isótopo yodo-131, de corta vida media, que se acumula en el tiroides.

## Factores que afectan a la lluvia radiactiva

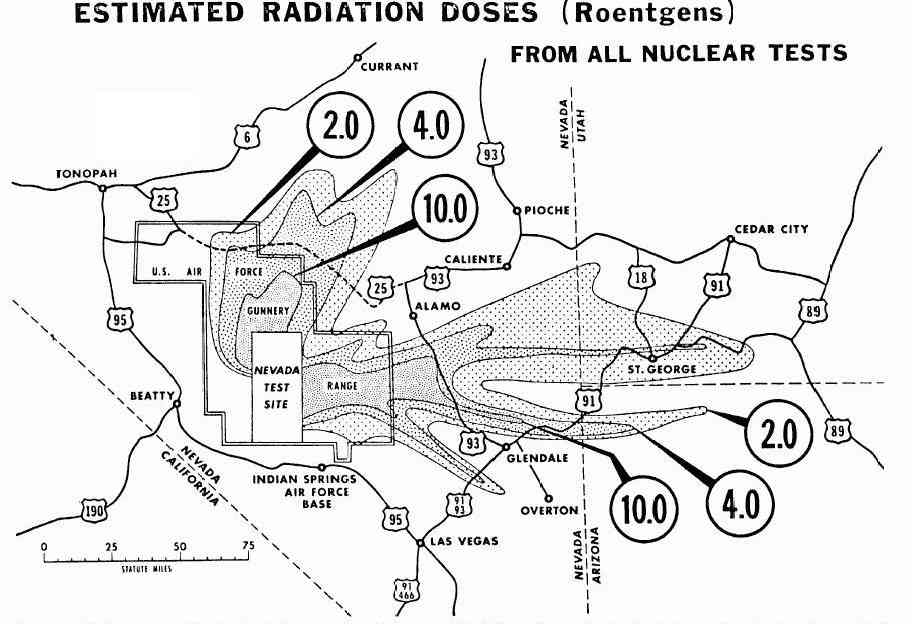
Dosis de radiación gamma por lluvia radiactiva exterior total en el campo de ensayos nucleares Nevada. La precipitación de partículas se produce al norte y este porque las pruebas solo se permiten cuando el viento sopla en esa dirección.

### Ubicación
Hay dos consideraciones principales para la localización de una explosión: la altura de la explosión y la composición de la superficie. En la explosión de un arma nuclear detonada en el aire, llamada explosión atmosférica, se producen menos consecuencias que en una explosión similar cerca del suelo.

Tipos de explosiones nucleares: 1-Atmosférica. 2-Subterránea. 3-En la atmósfera superior. 4-Submarina.

En el caso de explosiones en la superficie del agua, las partículas tienden a ser bastante más ligeras y pequeñas, lo que produce consecuencias menos locales pero que se extienden sobre un área mayor. Las partículas contienen principalmente sales marinas con un poco de agua, las cuales pueden producir un efecto de siembra de nubes, causando lluvias locales y zonas de alta incidencia local de precipitación de ceniza radiactiva. 
La ceniza radiactiva posterior a una explosión en la superficie del agua es difícil de eliminar una vez que se ha empapado en superficies porosas, porque los productos de fisión están presentes como iones metálicos que se enlazan químicamente a muchas superficies. 
El lavado con agua y detergente es eficaz en la eliminación de menos de un 50% de esta actividad químicamente unida al hormigón o el acero (la descontaminación completa requiere un tratamiento agresivo como lavado con chorro de arena o tratamiento ácido). Después de la prueba bajo el agua Crossroads, se encontró que la precipitación húmeda debe eliminarse inmediatamente de los buques mediante el baldeo de agua continua (como los de los sistemas de rociadores contra incendios en las cubiertas).
Una parte del fondo del mar puede incorporarse a la lluvia radioactiva. Después de la prueba Castle Bravo, un polvo blanco, partículas de óxido de calcio contaminadas, procedentes de corales pulverizados y calcinados, cayó durante varias horas, causando quemaduras por radiación beta y la exposición a la radiación de los habitantes de los atolones cercanos y la tripulación del barco de pesca Fukuryu Daigo Maru. Los científicos la llamaron la precipitación de nieve Bikini.
Para las explosiones subterráneas, existe un fenómeno adicional presente, la formación de una nube rasante (base surge, en inglés) que irradia desde el centro de la explosión (Moore, 1967). Este tipo de nubes anulares pueden originarse por la onda expansiva. La nube rasante es una nube que rueda hacia afuera desde la parte inferior de la columna que se hunde, a causa de la excesiva densidad del polvo o gotas de agua en el aire. Para explosiones bajo el agua, la nube rasante visible es, en efecto, una nube de gotas de líquido (normalmente agua) con la propiedad de fluir casi como si fuera un líquido homogéneo. Después de que el agua se evapora, una nube rasante invisible de pequeñas partículas radiactivas puede persistir.
Para explosiones en el subsuelo de la tierra, la nube se compone de pequeñas partículas sólidas, pero todavía se comporta como un fluido. Un suelo de tierra favorece la formación de nubes rasantes en una explosión subterránea. Aunque la nube rasante normalmente contiene solo el 10% del total de los desechos de bomba en una explosión subterránea, puede crear mayores dosis de radiación que la lluvia radiactiva próxima a la detonación, ya que llega más pronto que la lluvia, antes de que haya ocurrido mucho decaimiento radiactivo.

### Meteorología

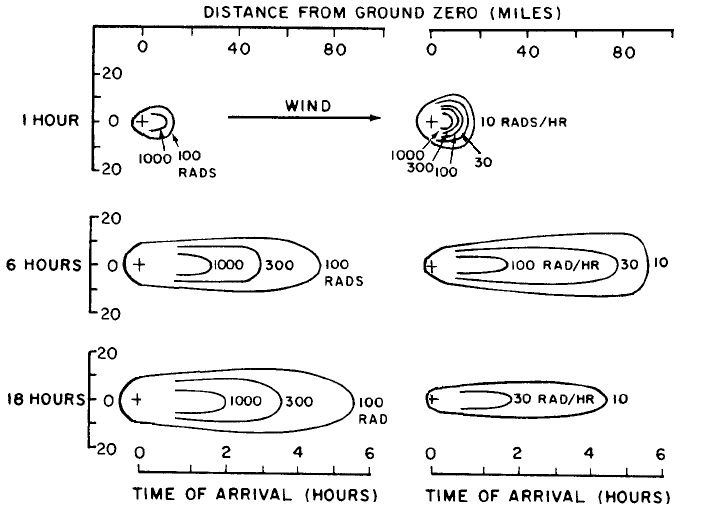
Comparación de dosis gamma por lluvia radiactiva y contornos de igualdad de dosis para una explosión de fisión de 1 megatón en la superficie de la tierra, sobre la base de cálculos DELFIC. Debido a la desintegración radiactiva, los contornos de igualdad de dosis se contraen después de la llegada de la lluvia, pero los contornos de dosis continúan creciendo.

Las condiciones meteorológicas influyen mucho en la lluvia radiactiva, en particular en la lluvia local. Los vientos atmosféricos son capaces de llevar la precipitación de partículas radiactivas a grandes áreas. Por ejemplo, como resultado de la explosión en superficie Castle Bravo de un dispositivo termonuclear de 15 megatones en el atolón de Bikini, el 1 de marzo de 1954, un área del Pacífico con forma aproximada de cigarro se extendió a favor del viento durante más de 500 km y con una anchura variable hasta un máximo de 100 km, y resultó severamente contaminada. Hay tres versiones muy diferentes del patrón de precipitación de esta prueba, porque la lluvia solo se midió en un pequeño número de atolones del Pacífico muy espaciados. Las dos versiones alternativas atribuyen los altos niveles de radiación en el norte de Rongelap a un punto caliente a favor del viento causado por la gran cantidad de radiactividad transportada por las partículas de la precipitación de un tamaño aproximado de 50-100 micras
Después de Castle Bravo, se descubrió que la caída de ceniza radiactiva en el océano se dispersa en la capa de agua superior (por encima de la termoclina a 100 m de profundidad), y la tasa de dosis equivalente en tierra se calcula multiplicando la tasa de dosis en el océano dos días después de la explosión por un factor de alrededor de 530. En otras pruebas de 1954, incluidos Yankee y Nectar, los puntos calientes fueron mapeados por buques con sondas sumergibles, y otros focos similares ocurrieron en las pruebas de 1956 como Zuni y Tewa. Sin embargo, los principales cálculos realizados por el ordenador de DELFIC '(Defence Land Fallout Interpretive Code) emplean distribuciones de partículas de tamaño natural en el suelo en lugar del espectro barrido por el viento, y esto se traduce en patrones de precipitación más sencillos que carecen de la zona activa a favor del viento.

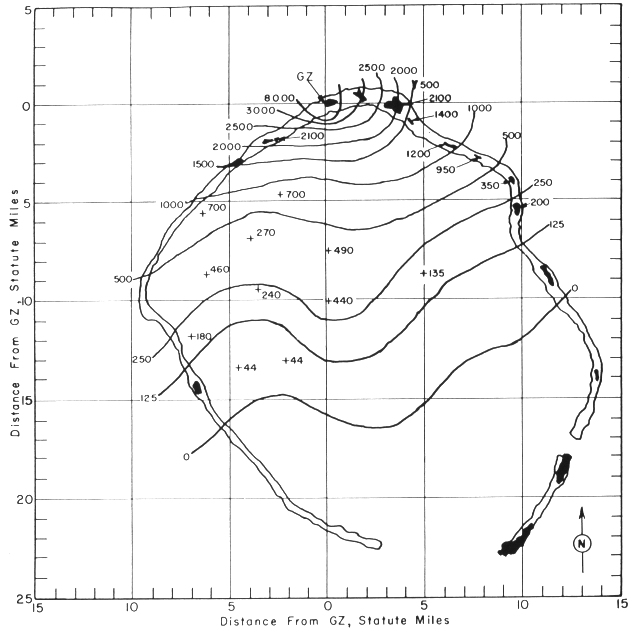
Lluvia radiactiva tras el ensayo nuclear Ivy Mike en el atolón Eniwetok, en 1952, mostrando niveles de intensidad (en rad/hora), una hora después de la explosión.

La nieve y la lluvia, especialmente si provienen de alturas considerables, acelerarán la precipitación local. Bajo condiciones meteorológicas especiales, tal como un aguacero local que se origina por encima de la nube radiactiva, áreas limitadas de contaminación grave solo se pueden formar a sotavento de la explosión nuclear. 

## Efectos
Los efectos varían desde una muerte rápida después de altas dosis de penetración de la radiación en el cuerpo entero, hasta la continuidad de una vida prácticamente normal durante un periodo variable de tiempo, y posterior desarrollo con retraso de los efectos de la radiación, en una proporción de la población expuesta, después de exposiciones a dosis bajas.
La unidad de exposición (radiación) real en el Sistema Internacional (SI) es el culombio por kilogramo (C/kg). Una unidad más antigua es el Roentgen que se define como el número de ionizaciones producidas por unidad de volumen de aire. Todos los instrumentos de medida basados en la ionización (incluidos los contadores Geiger y cámaras de ionización) miden la exposición. Sin embargo, los efectos dependen de la energía absorbida por unidad de masa, no de la exposición medida en el aire. Una dosis absorbida de 1 de julio por kilogramo corresponde a la unidad de 1 Gray (Gy). Para 1 MeV de energía de rayos gamma, una exposición de 1 Roentgen en el aire produce una dosis absorbida de aproximadamente 0,01 Gray (1 centigray, 1 cGy) en el agua o en el tejido superficial. Debido a la protección por el tejido que rodea a los huesos, la médula ósea solo recibirá alrededor de 0,67 cGy cuando la exposición en el aire es de 1 Roentgen y la dosis en la superficie cutánea sea de 1 cGy. Algunos de los valores más bajos reportados para la cantidad de radiación que mataría al 50% de las personas ("LD50") se refieren a la dosis para la médula ósea, que es solo el 67% de la dosis en la piel.

### A corto plazo
Para más información, ver: Dosis mortal 50% o LD 50

Dosis aérea de radiación tras el accidente de Chernobyl, mostrando los principales componentes que contribuyen a la radiación total.

La dosis que sería letal para el 50% de una población determinada (dosis mortal 50%, DL50 o LD50 por su nombre en inglés, Lethal Dose) es un parámetro común para comparar los efectos de diversos tipos de consecuencias o circunstancias. Por lo general, el término se define para un tiempo específico y se limita a los estudios de letalidad aguda. Los períodos de tiempo comunes son 30 días o menos para la mayoría de pequeños animales de laboratorio y de 60 días para los animales grandes y los seres humanos. El valor de LD50 asume que los individuos no recibieron otras lesiones o tratamiento médico.

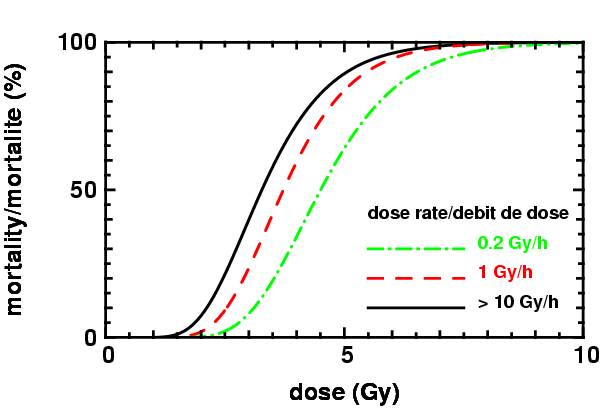
Relación entre dosis absorbida y porcentaje de mortalidad por síndrome hematopoyético o envenenamiemto por radiación.

En la década de 1950, la LD 50 para los rayos gamma se fijó en 3,5 Gy, mientras que en las condiciones más terribles de la guerra (una mala alimentación, poca atención médica, enfermería deficiente) la DL 50 era de 2,5 Gy (250 rad). Ha habido pocos casos documentados de supervivencia por encima de 6 Gy. Una persona sobrevivió en Chernobyl a una dosis de más de 10 Gy, pero muchas de las personas expuestas no habían sido expuestas de manera uniforme en todo su cuerpo. Si una persona está expuesta de forma no homogénea entonces una determinada dosis (un promedio para todo el cuerpo) es menos probable que origine una dosis letal. Por ejemplo, si una persona recibe en una mano o en la parte inferior del brazo una dosis de 100 Gy, a la que corresponde una dosis total de 4 Gy, tendrá más probabilidades de sobrevivir que una persona que recibe una dosis de 4 Gy de manera uniforme en todo su cuerpo. Una dosis de 10 Gy o superior en la mano probablemente provocará la pérdida de la mano; un radiólogo industrial británico que recibió una dosis en la mano a lo largo de su vida de 100 Gy perdió su mano a causa de la dermatitis por radiación. La mayoría de las personas enferman después de una exposición a 1 Gy o superior. Los fetos de las mujeres embarazadas a menudo son más vulnerables a la radiación y pueden sufrir un aborto, especialmente en el primer trimestre de embarazo.
Una hora después de una explosión nuclear de superficie, la radiación de la precipitación radiactiva en la región del cráter es aproximadamente de 30 Gray por hora (Gy/h). Las tasas de dosis absorbida para civiles en tiempo de paz oscilan en un rango de 30 a 100 μGy por año.
La radiación de la lluvia radiactiva disminuye exponencialmente con relativa rapidez con el tiempo. La mayoría de las áreas serán bastante seguras para poder viajar a ellas y aptas para tareas de descontaminación, después de tres a cinco semanas.

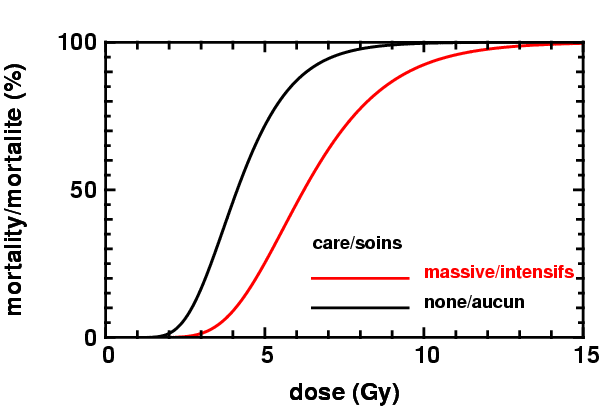
Relación entre dosis absorbida y porcentaje de mortalidad por síndrome hematopoyético o envenenamiemto por radiación, con y sin cuidados médicos intensivos.

Para explosiones de hasta 10 kt, la radiación del primer momento es la que provoca de forma dominante las bajas en el campo de batalla. Los humanos que recibieron una dosis aguda incapacitante (30 Gy) sufrirán una pérdida funcional casi de inmediato y quedarán muy limitados en pocas horas. Sin embargo, no van a morir hasta 5 a 6 días después de la exposición, suponiendo que no recibieron otras lesiones.
Las personas que reciben menos de 1,5 Gy en total no se verán incapacitadas. Las personas que reciben dosis mayores de 1,5 Gy se convertirán en personas de movilidad reducida, y algunos morirán. Una dosis entre 5,3 Gy a 8,3 Gy es considerada mortal, pero no inmediatamente incapacitante. Las personas expuestas a esta cantidad de radiación sufrirán un grave deterioro en un plazo de 2 a 3 horas, dependiendo de la exigencia física de las tareas que deban realizar, y permanecerán en ese estado de discapacidad por lo menos durante 2 días. Sin embargo, en ese momento van a experimentar un período de recuperación y podrán realizar tareas no muy exigentes durante unos 6 días, después de lo cual recaerán durante unas 4 semanas. En ese momento comenzarán a mostrar síntomas de envenenamiento por radiación de gravedad suficiente como para hacerlos totalmente incapaces. La muerte sobreviene en aproximadamente 6 semanas después de la exposición, aunque los resultados pueden variar.

### A largo plazo
Los efectos tardíos o retardados de la radiación se producen después de un amplio rango de dosis y tasas de dosis. Los efectos diferidos pueden aparecer meses o años después de la irradiación e incluyen una amplia variedad de efectos en los que participan casi todos los tejidos u biologías. Algunas de las posibles consecuencias a largo plazo de las lesiones por radiación son acortamiento de la vida, carcinogénesis, formación de cataratas oculares, radiodermitis crónica, disminución de la fertilidad, y mutaciones genéticas.

## Consideraciones sobre táctica militar

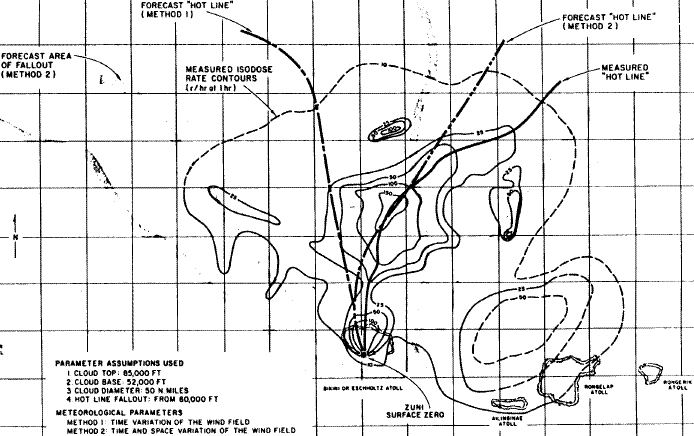
Comparación entre la predicción de lluvia radiactiva con los resultados de los ensayos en la prueba Zuni de 3,53 megatones (15% de fisión) realizada en Bikini en 1956. Las predicciones fueron realizadas bajo condiciones simuladas de guerra nuclear táctica a bordo de un buque por Edward A. Schuert.

Las lesiones por onda expansiva y las quemaduras térmicas derivadas del uso de armas nucleares para la acción militar en muchos casos superarán en número a las lesiones por radiación. Sin embargo, los efectos de las radiaciones son mucho más complejos y variados que los efectos de la onda expansiva o los efectos térmicos y están sujetos a considerables malentendidos.
Cuanto más cerca del suelo sea detonada una bomba atómica, más polvo y escombros serán arrojados al aire, resultando en una mayor cantidad de precipitación local.  Desde un punto de vista táctico, esto tiene el inconveniente de impedir cualquier esfuerzo de ocupación o invasión hasta que la lluvia se limpie, pero de manera más directa, el impacto con el suelo limita la fuerza destructiva de la bomba. Por estas razones, los estallidos en el suelo no suelen considerarse tácticamente ventajosos, con la excepción de ataque a objetivos subterráneos protegidos, tales como silos de misiles y centros de mando. Sin embargo "ensuciar" el territorio enemigo con una explosión productora de una gran lluvia radiactiva o bomba sucia puede emplearse para negar al personal civil/militar pobremente equipado el acceso a un área contaminada.

## Protección contra la lluvia radiactiva
Véase también: Protección contra la lluvia radiactiva y Refugio antiatómico

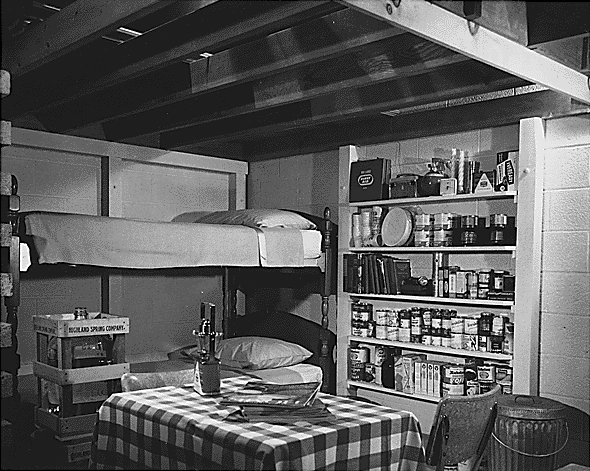
Refugio antiatómico o antinuclear.

Durante la Guerra Fría, los gobiernos de los EE. UU., la Unión Soviética y Reino Unido trataron de educar a sus ciudadanos sobre cómo sobrevivir a un ataque nuclear.  En los EE. UU., este esfuerzo fue conocido como defensa civil.  El gobierno suministró procedimientos para minimizar la exposición a corto plazo a la lluvia radiactiva, pero en la actualidad, la actitud popular respecto a la protección contra la contaminación radiactiva es que la supervivencia a corto plazo en una guerra termonuclear global sería inútil, y los refugios antiatómicos ya no se mantienen. 

### Accidentes de reactor nuclear
La lluvia radiactiva también puede referirse a los accidentes nucleares, aunque un reactor nuclear no explota como un arma nuclear.  La firma isotópica de la precipitación en caso de bomba es muy diferente de las consecuencias de un accidente grave de un reactor de potencia (como el de Chernobyl).  Las diferencias fundamentales están en la volatilidad y la vida media de los productos radiactivos liberados.

### Volatilidad
El punto de ebullición de un elemento (o de sus compuestos) es capaz de controlar el porcentaje de ese elemento que es liberado por un accidente de reactor nuclear.  Además, la capacidad de un elemento para formar un sólido controla la velocidad a la que se deposita en el suelo después de haber sido inyectado en la atmósfera por una explosión nuclear o un accidente.

### Vida media
En lluvia radiactiva posterior a la explosión de una bomba, están presentes una gran cantidad de isótopos de vida corta, tales como 97Zr.  Este isótopo y otros isótopos de corta vida están siendo constantemente generados en un reactor nuclear de potencia, pero debido a que la criticidad se produce durante un período largo de tiempo, la mayoría de estos isótopos de corta vida se desintegran antes de que puedan ser liberados.
A continuación se muestra una comparación de las tasas calculadas de dosis de rayos gamma al aire libre para las lluvias radiactivas de una bomba de fisión y de la liberación accidental de Chernobyl.  Es evidente que la vida media de la liberación de Chernobyl es más larga que la de la lluvia de una bomba nuclear.

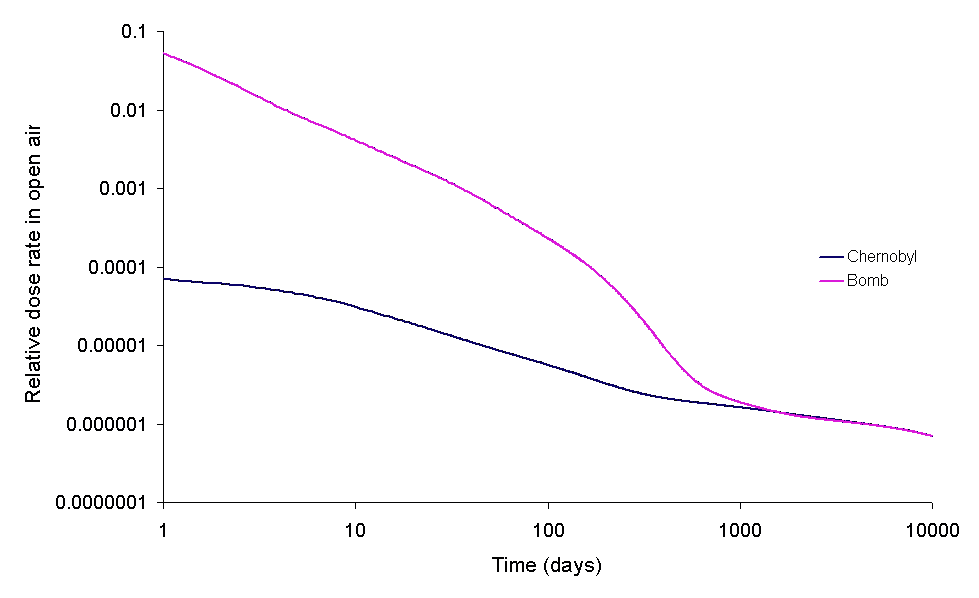
Una comparación de las tasas de dosis gamma en casos de lluvia radiactiva en el accidente de Chernobyl y en una explosión nuclear, hasta 10.000 días. Estas se han normalizado para el mismo nivel de Cs-137.
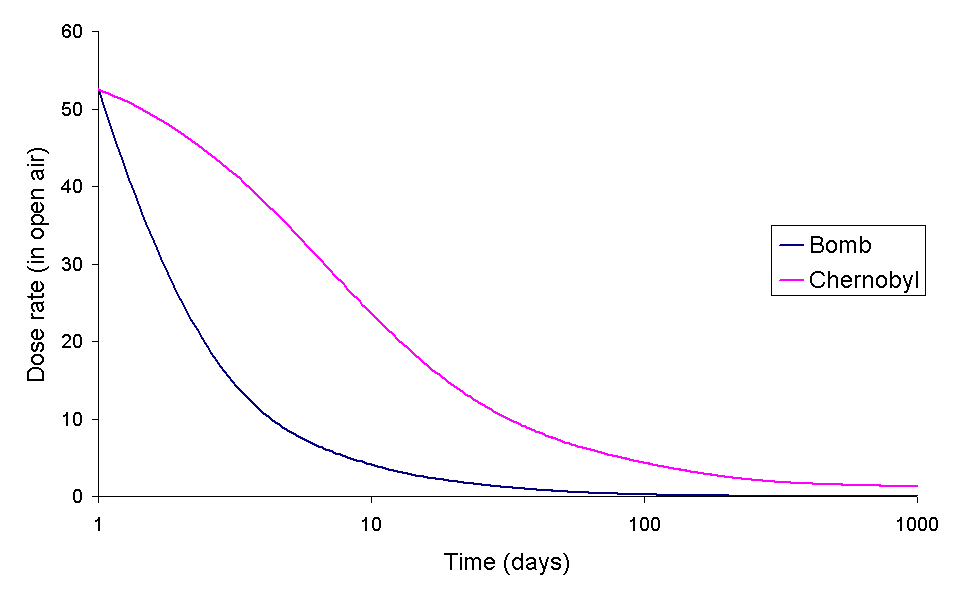
Tasas de dosis gamma por lluvia radiactiva para Chernobyl y para estallido nuclear, a los 1.000 días.
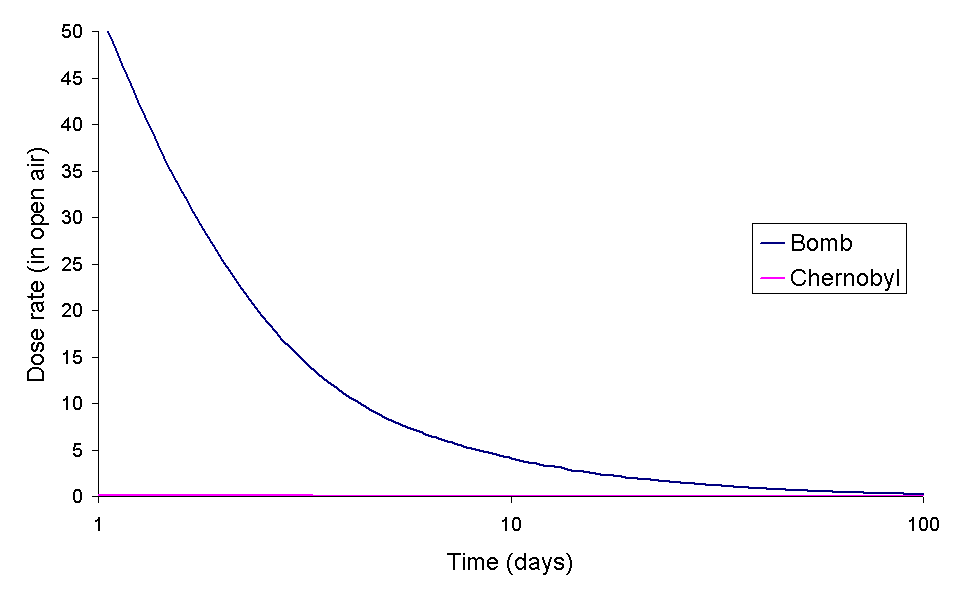
Tasas de dosis gamma por lluvia radiactiva para Chernobyl y para estallido nuclear, a los 10.000 días.

### En español
- Consejo de Seguridad Nuclear. Dosis de radiación. Madrid, 2010. (folleto)
- Watson, Ian: El gusano de fuego. Equipo Sirius, 2003. ISBN 8493282022.
- Lagos Matus, Gustavo: No al apocalipsis nuclear. Editorial Salesiana, 1984.
- Informe La catástrofe de Chernobil. Consecuencias en la salud humana se puede descargar en: [www.greenpeace.org/chernobylhealthconsequncesreport.pdf] En español, está disponible el Resumen Ejecutivo de este informe.
- Chris Busby, Rosalie Bertell, Inge Schmitz-Feuerhake, Molly Scott Cato y Alexei Yablokov (editores). Recomendaciones del Comité Europeo sobre los Riesgos de la Radiación (ECRR). Los efectos de la exposición a radiación ionizante a bajas dosis sobre la salud con aplicación a la protección radiactiva. Edición del regulador, 2003. Publicado por Green Audit, Bruselas, 2003. ISBN 189776144.

### En inglés
- Glasstone, Samuel and Dolan, Philip J., The Effects of Nuclear Weapons (third edition), U.S. Government Printing Office, 1977. (Available Online)
- NATO Handbook on the Medical Aspects of NBC Defensive Operations (Part I - Nuclear), Departments of the Army, Navy, and Air Force, Washington, D.C., 1996, (Available Online)
- Smyth, H. DeW., Atomic Energy for Military Purposes, Princeton University Press, 1945. (Smyth Report)
- The Effects of Nuclear War in America, Office of Technology Assessment (May 1979) (Available Online)
- T. Imanaka, S. Fukutani, M. Yamamoto, A. Sakaguchi and M. Hoshi, J. Radiation Research, 2006, 47, Suppl A121-A127.
- Sheldon Novick, The Careless Atom, (Boston MA: Houghton Mifflin Co., 1969), p. 98